# Украинская автономная православная церковь
Украинская автономная православная церковь (не путать с Украинской автокефальной православной церковью — УАПЦ) — православная церковная организация, действовавшая на оккупированных Третьим рейхом украинских землях Волыни и Приднепровья в 1941—1944 годах. В отличие от УАПЦ, Украинская автономная православная церковь признавала каноническое подчинение Московской патриархии, ссылаясь на постановления Священного Собора Православной Российской Церкви 1917—1918 года о даровании автономии церкви на Украине, подтвержденные в 1922 году Патриархом Тихоном. Охватывала преимущественно тех верующих, которые ориентировались на традиционную Русскую церковь: среди её иерархов были русофилы Пантелеймон (Рудык), Иоанн (Лавриненко) и др.

## История

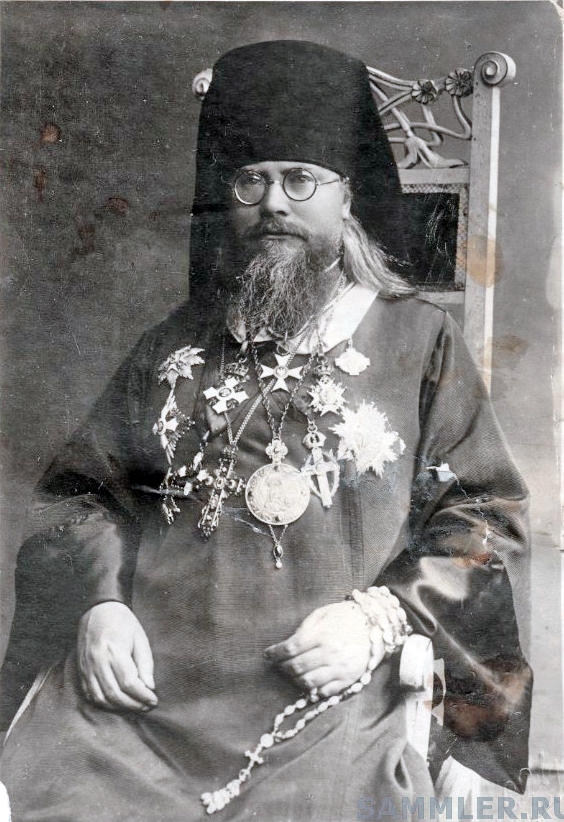
Митрополит Волынский и Житомирский, экзарх Украины Алексий (Громадский), глава Украинской автономной православной церкви

Ввиду того, что экзарх Украины митрополит Николай (Ярушевич) (Московский патриархат), за неделю до начала германо-советской войны выехал в Москву, не дав епископам никаких распоряжений, Украинский экзархат остался без возглавления. В связи с этим, 18 августа 1941 года по инициативе архиепископа Алексия (Громадского) было созвано епископское совещание в Почаевской лавре. Опираясь на постановления Всероссийского Поместного Собора 1917—1918 годов о даровании автономии Церкви на Украине, подтвержденные в 1922 году Патриархом Тихоном, а также на Постановление № 362 о самоуправлении церковных епархий, епископы приняли решение о том, что Украинская Православная Церковь до проведения Всеукраинского Собора (который должен окончательно решить вопрос о положении православной Церкви на Украине) остается в канонической зависимости от Московского Патриархата, переходя к автономному характеру управления. Главой был избран старейший по хиротонии архиепископ Алексий (Громадский).
Чтобы понять, что действия епископов были не только вынужденными но и законными, нужно рассмотреть «Постановление Святейшего Патриарха, Священного Синода и Высшего Церковного Совета Православной Российской Церкви, от 7/20 ноября 1920 года № 362» Во втором пункте данного постановления сказано: «В случае, если епархия, вследствие передвижения фронта, изменения государственной границы и т. п. окажется вне всякого общения с Высшим Церковным Управлением или само Высшее Церковное Управление во главе с святейшим Патриархом почему-либо прекратит свою деятельность, епархиальный Архиерей немедленно входит в сношение с Архиереями соседних епархий на предмет организации церковной власти для нескольких епархий, находящихся в одинаковых условиях (в виде ли Временного Высшего Церковного Правительства или митрополичьего округа или ещё иначе)».
Окончательное оформление Украинской автономной православной церкви состоялись на очередном епископском совещании в Почаеве 25 ноября 1941 г., когда архиепископ Алексий (Громадский) был избран экзархом Украины и возведен в митрополичий сан. В свою очередь, «автокефалисты» завершили организацию УАПЦ в Пинске 8—10 февраля 1942 г.
Как со стороны приверженцев автономной Церкви, так и со стороны «автокефалистов» наблюдалось стремление распространить своё влияние на всю территорию Украины. Обе церкви, вопреки своим идеологическим расхождениям и различиям в каноническом строе, стремились объединить все существующие на Украине православные структуры и достичь всеукраинского церковного единства. Но если для Украинской Автономной Православной Церкви необходимым условием деятельности всегда оставалась нерушимость церковных канонов, то для УАПЦ на первом месте была независимость от Москвы, пусть даже в ущерб каноническому церковному устройству.
Автономный статус так и не был признан Патриаршим Местоблюстителем митрополитом Сергием и экзархом Украины митрополитом Киевским Николаем (Ярушевичем). При этом её члены не считались раскольниками и не подвергались каноническим прещениям. Со стороны Московской Патриархии по поводу образования Украинской Автономной Православной Церкви не последовало никаких специальных заявлений. Такое молчание означало понимание того, что новый статус Украинской Церкви и позиция украинского епископата носят вынужденный характер. Также, по мнению протоиерея Владислава Цыпина, частичное признание Московской Патриархией экзарших прав митрополита Алексия косвенно выражалось в том, что митрополит Николай (Ярушевич) под судебным определением по делу Поликарпа (Сикорского) от 28 марта 1942 г. подписался как «бывший экзарх Патриархии в Западных областях Украины».
Состояла из 15 епископов во главе с митрополитом Волынский и Житомирский и экзархом всей Украины Алексием; к ней присоединились частично монастыри Волыни и Поднепровья. Значительное количество сторонников АПЦ имела Волыни, в Черниговской, Днепропетровской, Николаевской области и в Киеве. Ей подчинялась Киево-Печерская и Почаевская лавры, была восстановлена деятельность Кременецкой духовной семинарии.
Деятельность Украинской Автономной Православной Церкви наряду с УАПЦ (последняя под руководством митрополита Поликарпа (Сикорского) к острой борьбе между двумя православными церквями, обострённой из-за вмешательства немецкой администрации. Совместное совещание представителей обеих церквей (митрополит Алексий, архиепископ Никанор (Абрамович), епископ Мстислав (Скрипник) в Почаевской Лавре (8 октября 1942) не дала положительных результатов.
В конце октября 1942 года в Киеве состоялось заседание Священного Синода под председательством архиепископа Симона (Ивановского), который дал резко негативную оценку деятельности автокефалистов и отверг их «Акт объединения», назвав его «еретическим мудрованием, не имеющим никакой канонической силы». С этого времени начинается открытый террор автокефалистов по отношению к каноническому православному духовенству. Летом 1943 года отрядами националистов было убито 27 священников Автономной Церкви. При этом жесточайший террор был развернут на православных и немецкой оккупационной властью.

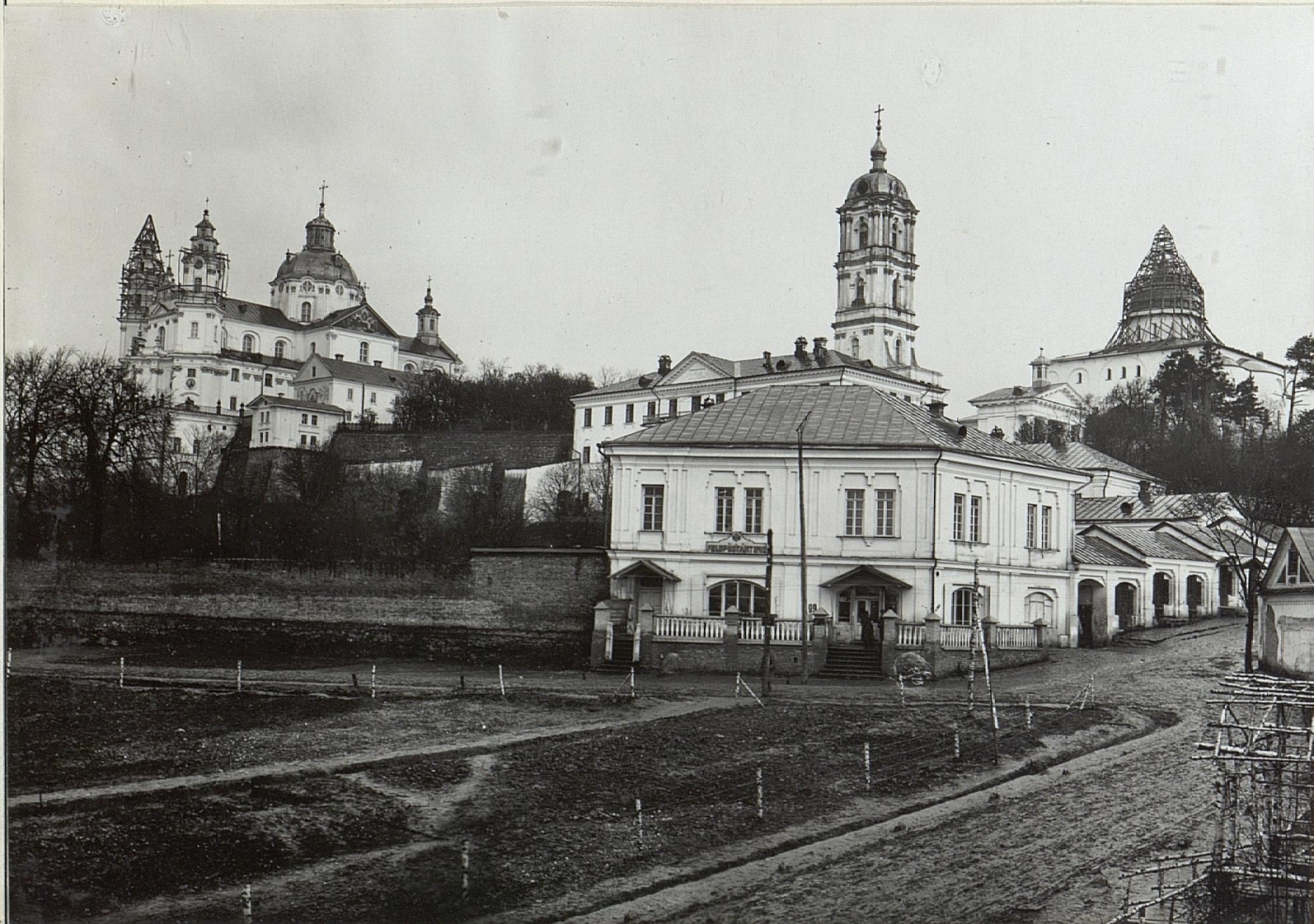
Вид на Почаевскую лавру, оплот Украинской автономной православной церкви

6 июня 1943 года в Ковеле состоялся архиерейский собор Автономной православной церкви. С разрешения немцев «старшим епископом» генерального округа Волынь-Подолье был избран епископ Каменец-Подольский и Брацлавский Дамаскин (Малюта) с возведением его в сан архиепископа Волынского и Каменец-Подольского. Он не имел полномочий возглавлять Автономную православную церковь, поскольку в это время она как отдельная религиозная организация на основании соответствующих немецких распоряжений уже не существовала. На Кременецкую кафедру собор переместил епископа Иова (Кресовича), а викарный епископ Владимиро-Волынский Мануил (Тарнавский) стал епархиальным архиереем с титулом епископа Владимиро-Волынского и Ковельского.
Иерархия же Украинской автономной православной церкви, наоборот, после гибели митрополита Алексия, усиление давления на ее духовенство со стороны отрядов УПА практически потеряла способность управлять приходской жизнью. Большинство епископов и почти всё духовенство Украинской Автономной Православной Церкви при отступлении немецких войск с Украины остались на Родине. Многие из священнослужителей были арестованы НКВД по подозрению в сотрудничестве с оккупантами, которое, как правило, выражалось только в том, что священники открывали храмы и совершали богослужения по разрешению немецких властей.
Часть иерархии и духовенства Автономной Церкви, возглавляемые епископом Пантелеимоном (Рудыком), выехала на Запад, где влилась в Русскую Зарубежную Церковь.

## Епископат
В составе УАвтПЦ до её окончательной дезинтеграции в 1944 году были следующие иерархи: 
- Алексий (Громадский), митрополит Волынский и Житомирский, экзарх Украины (25 ноября 1941 — 7 мая 1943)
- Антоний (Марценко), архиепископ Одесский и Херсонский (25 ноября 1941 — март 1944)
- Симон (Ивановский), архиепископ Острожский (25 ноября 1941 — 7 декабря 1941), архиепископ Черниговский и Неженский (7 декабря 1941 — 18 ноября 1943)
- Дамаскин (Малюта), епископ Черновицкий и Хотынский (25 ноября 1941 — 6 июня 1943), архиепископ Волынский и Подольский (6 июня 1943 — апрель 1944, как "старший иерарх" УАвтПЦ)
- Пантелеимон (Рудык), архиепископ (до 1942 — епископ) Львовский и Тернопольский, управляющий Киевской епархией (25 ноября 1941 — апрель 1944)
- Вениамин (Новицкий), епископ Пинский и Полесский, викарий Волынской епархии (25 ноября 1941 — август 1942), епископ Полтавский и Лубенский (август 1942 — сентябрь 1943)
- Леонтий (Филиппович), епископ Бердычевский, викарий Волынской епархии (25 ноября 1941 — ноябрь 1943), управлял Житомирской епархией (май 1943 — ноябрь 1943)
- Иоанн (Лавриненко), епископ Ковельский, викарий Волынской епархии (9 декабря 1941 — 30 апреля 1942), архиепископ (до 7 июня 1943 — епископ) Брестский и Полесский (30 апреля 1942 — апрель 1944)
- Панкратий (Гладков), епископ Белгородский и Грайворонский (9 июня 1942 — сентябрь 1943)
- Димитрий (Маган), епископ Ровенский, викарий Волынской епархии (11 июня 1942 — 1 августа 1942), епископ Екатеринославский и Запорожский (до декабря 1942 — Екатеринославский и Мелитопольский) (1 августа 1942 — январь 1943), епископ Донецкий (январь 1943 — 21 сентября 1943)
- Серафим (Кушнерук), епископ Николаевский (21 июля 1942 — декабрь 1942), епископ Мелитопольский и Таврический (декабрь 1942 — октябрь 1943)
- Мануил (Тарнавский), епископ Владимир-Волынский, викарий Волынской епархии (22 июля 1942 — 6 июня 1943), епископ Владимир-Волынский и Ковельский (6 июня 1943 — 25 сентября 1943)
- Иов (Кресович), епископ Луцкий, викарий Волынской епархии (24 июля 1942 — 6 июня 1943), епископ Кременецкий и Дубенский (6 июня 1943 — март 1944)
- Феодор (Рафальский), епископ Ровенский, викарий Волынской епархии (25 июля 1942 — 25 августа 1942), епископ Таганрогский (25 августа 1942 — 1943)
- Евлогий (Марковский), епископ Винницкий и Подольский (5 августа 1942 — октябрь 1943)
- Никодим (Гонтаренко), епископ Краснодарский (31 августа 1942 — февраль 1943), епископ Почаевский, викарий Волынской епархии (февраль 1943 — апрель 1944)
- Николай (Амасийский), архиепископ Ростовский и Таганрогский (сентябрь 1942 — февраль 1943)
- Николай (Автономов), архиепископ Мозырский и Речицкий (3 января 1943 — 5 июля 1943)[10]